# Izrael na Letnich Igrzyskach Olimpijskich Młodzieży 2010
Izrael na Letnich Igrzyskach Olimpijskich Młodzieży 2010 w Singapurze reprezentowało 15 sportowców w 8 dyscyplinach.

## Skład kadry

### Gimnastyka

#### Gimnastyka rytmiczna
- Victoria Filanovsky - 6 miejsce w finale

### Judo
- Rotem Shor - kategoria do 63 kg
- Yakov Mamistalov - kategoria do 100 kg

### Koszykówka
Drużyna chłopców: 8 miejsce
- Oleksander Chernuvych
- Tom Maayan
- Igor Mayor
- Sergey Zelikman

### Lekkoatletyka
- Dmitri Kroytor - skok wzwyż  złoty medal

### Pływanie
- Nicol Samsonyk
  - 50 m. st. dowolnym - 15 miejsce w półfinale
  - 100 m. st. dowolnym - 14 miejsce w półfinale
- Yakov Toumarkin
  - 100 m st. grzbietowym -  srebrny medal
  - 200 m st. grzbietowym -  srebrny medal
  - 200 m st. zmiennym - 4 miejsce w finale
- Imri Ganiel
  - 50 m. st. klasycznym - 6 miejsce w finale
  - 100 m. st. klasycznym - 7 miejsce w finale

### Taekwondo
- Gili Haimovitz - kategoria do 48 kg  złoty medal

### Triathlon
- Fanny Beisaron - 6 miejsce

### Żeglarstwo
- Mayan Rafic  złoty medal
- Naomi Cohen - 4 miejsce